# Rockchip
Rockchip — семейство интегрированных[прояснить] контроллеров класса система на кристалле (GPU), производимых китайской компанией Fuzhou Rockchip Electronics. Эти микроконтроллеры в основном применяются для портативных развлекательных устройств, таких как MP3- и видеоплееры, электронные книги.

## Продукция

### Rockchip 27xx
Линейка чипов RK 27xx использовалась в множестве дешевых медиаплееров для декодирования MP3 и MP4. Процессоры линейка Rockchip RK27XX построены на базе ядер ARM7TDMI, чаще всего без  MMU (этот присутствует, например, в RK2738.

### Rockchip 28xx

#### RK 2806
RK 2806 предназначен для использования в MP3-плеерах.
- ARM926EJC 600 Мгц процессор + ядро цифровой обработки сигналов.
- Поддержка флеш-карт SD и DDR RAM.
- Декодирование видео до 1280*720 H.263 и H.264 (программное).

#### RK 2808A
Это устройство произведено на основе ARM926EJ-S. Вместе с ядром ARM используется ядро DSP. Штатная частота — 560 МГц, производительность 1.1 DMIPS на мегагерц, что составляет примерно 26 % от производительности процессора Apple A4 (660 DMIPS). Сопроцессор DSP может поддерживать декодирование видео в реальном времени качеством 720p с битрейтом в 2.5 Мб/с. Этот чип используется на многих устройствах под управлением Android и Windows Mobile.
- Ядро ARM9 + DSP частотой вплоть до 560 МГц
- WiFi, 3G, GPS
- G-sensor
- SD/SDHC/MMC
- Поддержка дисплея до разрешения 800*600 точек
- Поддержка ОЗУ DDR и DDR2 объёмом до 1 ГБ
- RTOS и Android

#### RK 2918
Характеризуется малым энергопотреблением и высокой степенью интеграции. В роли CPU выступает ARM Cortex-A8, а обработка мультимедийных данных возложена на SIMD-расширение Neon. RK2918 — первая в мире однокристальная система, в которой полностью аппаратно реализован декодер видео высокой четкости в формате Full HD (1080P) VP8. Кроме того, система способна кодировать и декодировать видео в других форматах (H.264, VP8, RV, WMV, AVS, H.263, MPEG4 и т. п.), ускорять работу Adobe Flash Player 10.1, имеет низкопроизводительное графическое ядро Vivante GC800 с поддержкой OpenGL ES 2.0 и Open VG. Тактовая частота ядра ARM Cortex A8 достигает 1,2 ГГц. Объём кэш-памяти второго уровня равен 512 КБ.

### Rockchip 30xx

#### RK 3066
Малопотребляющий процессор для мобильных телефонов, персональных мобильных интернет-устройств и других цифровых мультимедийных устройств. В RK3066 интегрировано два ядра ARM Cortex-A9 с раздельными NEON и FPU сопроцессорами. Имеет множество встроенных аппаратных решений. RK3066 поддерживает декодирование полноформатного видео с разрешением 1920x1080 пикселей со скоростью до 60 кадров в секунду, также поддерживается H.264/MVC/VP8 кодирование с разрешением 1920x1080 пикселей со скоростью до 30 кадров в секунду, JPEG кодер/декодер, специальный препроцессор и постпроцессор для обработки изображений.
Встроенный 3D GPU Mali 400 делает RK3066 полностью совместимым с OpenGL ES2.0 и OpenGL ES1.1, OpenVG 1.1. Специальный аппаратный 2D движок с MMU увеличивает производительность дисплея и обеспечивает высокую плавность операций.
RK3066 имеет высокопроизводительный интерфейс с внешней оперативной памятью (DDR3, LPDDR2, LVDDR3), способный поддерживать требовательные к пропускной способности типы памяти. Также процессор поддерживает полный список периферийных интерфейсов для более гибкой поддержки разных приложений.
Используется в основном у китайских производителей благодаря высокой производительности и низкой цене.

### Rockchip 31xx
RK3188 и RK3168 выполненными по нормам 28-нм техпроцесса HK-MG и поддерживают ОЗУ DDR3, DDR3L и LPDDR2. Обеспечивают воспроизведение многих форматов видео и запись H.264 с разрешением до 1920x1080. В основном работают в мультимедийных устройствах под управлением Android. Однако на многие может быть установлен дистрибутив Linux PicUntu, построенный на базе Ubuntu. Производители планшетов получили первые образцы чипов RK3168 и второй версии RK3188 еще в начале 2013 года, тогда как первые устройства стали доступными в середине того же года.

#### RK3168
В основе этого SoC лежит 2-ядерный процессор архитектуры ARM Cortex-A9, работающий на частоте до 1,2…1,5 ГГц, и графический ускоритель PowerVR SGX54x с максимальной частотой 600 МГц. Аппаратно поддерживает вывод видео с разрешением до 1920x1080 пикселей. Имеет поддержку 4G LTE.
Используется в планшетах низкого ценового уровня.

#### RK3188
Включает 4-ядерный процессор с архитектурой ARM Cortex-A9, работающий на частоте до 1,6 ГГц и графический ускоритель Mali-400MP4 с максимальной частотой 600 МГц (первая версия до 533 МГц). Аппаратно поддерживает вывод видео с разрешением до 2048x1536 пикселей. Во второй версии интегрирован модуль GPS. В отличие от RK3168 не имеет аппаратной поддержки 4G LTE. RK3188 используется в планшетах, мини ПК, ТВ приставках (TV box и TV stick).

### Rockchip 32xx
В конце 2013 года стало известно, что чипы новой серии Rockchip RK3288 будут построены на базе 4-ядерного процессора Cortex-A17 с тактовой частотой до 1,8 ГГц и графического ускорителя GPU Mali-T760MP4, поддерживающего OpenGL ES1.1/2.0/Halti, OpenVG 1.1, OpenCL, Directx11. Технологический процесс — 28 нм HKMG. Имеется двухканальный DDR-контроллер, способный работать с памятью стандартов DDR3, DDR3L, LPDDR2, LPDDR3. Новые чипы смогут воспроизводить видео 4К и поддерживать дисплеи с разрешением 3840x2160 пикселей. RK3288 стали доступны во втором квартале 2014 года.
Rockchip 3288
Процессор Rockchip RK3288 имеет четыре ядра Cortex-A17, которые выполнены по технологии 28 нм и работают на частоте 1,8 ГГц. За графику отвечает восьмиядерный  GPU  Mali-T764MP8. Сообщается, что общая производительность процессора на 50% выше, чем у модели RK3188 (4 х Cortex-A9, 28 нм), при этом производительность одной только графической подсистемы выросла на 500% (RK3188 оснащен Mali-400MP4). RK3288 поддерживает аппаратное декодирование H.265 с разрешением видео 4K х 2К. Кроме того, новый чипсет получил поддержку сетей 4G LTE. По информации с сайта IMP3, процессор имеет двухканальный 64-битный RAM LPDDR3.
Rockchip 3229
Процессор RK3229 был представлен в январе 2016 года.В конфигурацию SoC Rockchip RK3229 входит четырехъядерный CPU ARM Cortex-A7 частотой 1,5 ГГц, GPU ARM Mali-400MP2 и контроллер оперативной памяти DDR3-1866 МГц/LPDDR3-1333 МГц. Также обеспечивается поддержка Wi-Fi 802.11n, Bluetooth 4.0 и Ethernet 100 Мбит/с, четырех портов USB 2.0. Эта однокристальная система работает с ОС Android 4.4. Первые устройства на RK3229 появились в марте 2016 года - ТВ боксы Mxq 4K и mini MXQ.

### Rockchip 33xx
Rockchip RK3368 и Rockchip PX5
Представляют собой схожие 64-разрядные высокопроизводительные решения для мультимедийных систем. RK3368 предназначен для домашних мультимедийных и мобильных устройств, в то время как PX5 предназначен для использования в автомобильных мультимедийных системах.
В конфигурацию RK3368/PX5 входят два четырёхъядерных кластера ARM Cortex-A53, подключенных по схеме big.LITTLE. Каждый кластер обладает сопроцессором NEON. Работают на частоте до 1,5 ГГц (1,2 ГГц для «малого» кластера в RK3368).
Ядра процессоров обладают кэшем первого уровня 32 кБ для инструкций и 32 кБ для данных. Унифицированный кэш второго уровня составляет 512 кБ для «большого» кластера и 256 кБ для «малого».
Поддерживает 2 x USB Host 2.0 + USB OTG 2.0, 1000 Mbit Ethernet, SDIO 3.0, восьмиканальный цифровой аудиовыход I²S/PCM.
Графический процессор PowerVR GC6110, совместим с требованиями DirectX 9.3, OpenGL 3.1, OpenGL ES 3. Также решение может похвастаться способностью декодировать видео разрешением до 4K (4096x2304) в формате H.264 с частотой 30 к/с и H.265 (HEVC) 60 к/с. 
Поддержка HDMI 2.0 обеспечивает возможность выводить видео 4K с частотой 60 к/с и FullHD с частотой 120 к/с. Параллельный интерфейс дисплея поддерживает вывод графики разрешением до 4096x2304 в форматах 
24 бит (RGB888), 18 бит (RGB666), 15 бит (RGB565).

Rockchip RK3399 (RK3399 Pro) и Rockchip PX6
Процессор RK3399 был представлен в январе 2016 года на CES 2016. Rockchip RK3399 содержит шесть вычислительных ядер, два ядра ARM Cortex A72, работающие на частоте до 1.8 ГГц, и четыре ядра ARM Cortex A53. Процессор получил поддержку 1000 Mbit Ethernet, USB 3.0 C. Графическая подсистема ARM Mali-T864 GPU. Поддерживаемые типы памяти Dual Channel DDR3/LPDDR3/LPDDR4, видеовыходы HDMI 2.0 2160p 60 Hz, кодек видео 10-bit H.265. Первые устройства на базе RK3399 ожидаются в конце лета 2016 года.

### Rockchip 35xx
Rockchip RK3588
SoC производится по техпроцессу 8 нм и располагает четырьмя ядрами Cortex-A76, четырьмя Cortex-A55 и GPU Mali-G610 MP4. А ещё у неё есть поддержка OpenGL ES 1.1/2.0/3.2, OpenCL 2.2, Vulkan 1.1, блок NPU и поддержка кодирования видео в разрешении 8K при 30 к/с. В одноядерном тесте SoC Rockchip RK3588 Cortex-A76/A55 в 2,28 раза быстрее, чем RK3399, и в 2,8 раза быстрее в многоядерном тесте. Компания Arm объявила о двукратном повышении производительности между Cortex-A73 и Cortex-A76 с точки зрения пиковой однопоточной производительности. 